# Audrey La Rizza
Audrey La Rizza (Grenoble, 21 de abril de 1981) es una deportista francesa que compitió en judo. Ganó una medalla de plata en el Campeonato Europeo de Judo de 2007, en la categoría de –52 kg.

## Palmarés internacional
| Campeonato Europeo | Campeonato Europeo | Campeonato Europeo | Campeonato Europeo |
| Año                | Lugar              | Medalla            | Categoría          |
| ------------------ | ------------------ | ------------------ | ------------------ |
| 2007               | Belgrado (Serbia)  | Medalla de plata   | –52 kg             |